# Museu de Västerbotten
O Museu de Västerbotten ou Museu da Bótnia Ocidental (em sueco: Västerbottens museum) é um museu regional situado na cidade sueca de Umeå, na província histórica de Västerbotten. Está vocacionado para mostrar a história cultural da província, assinalando ainda a presença da minoria lapã. Foi fundado em 1886 e dispõe atualmente de mais de 90 000 objetos registados e digitalizados, abrangendo peças arqueológicas, históricas, culturais e artísticas e fotografias. Em agosto de 2019, vão ser repatriados do museu para os seus locais de origem os restos mortais de 25 lapões, tendo então lugar uma cerimónia de reconciliação entre o povo sueco e a minoria dos lapões.

## Galeria

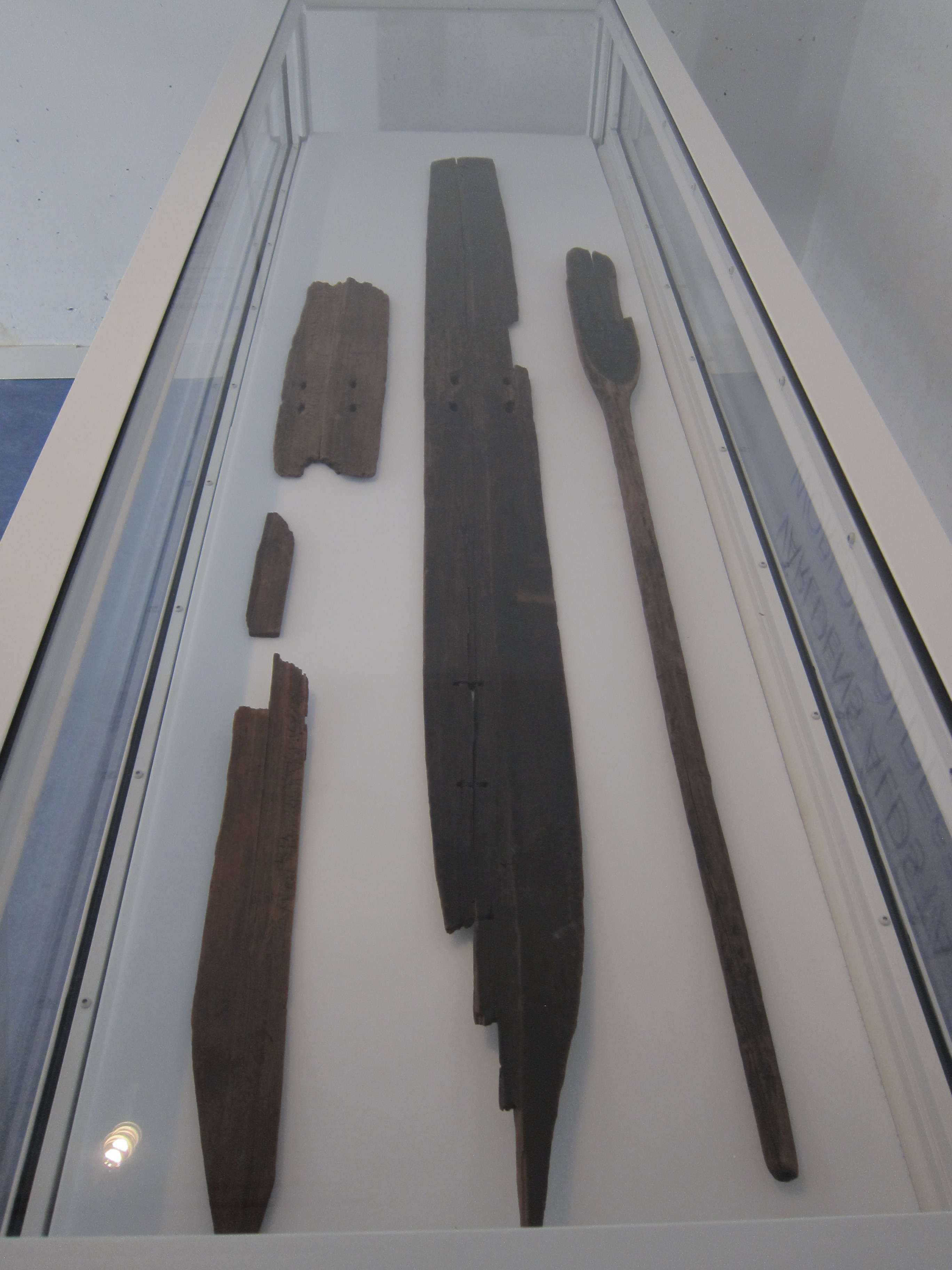
Esqui de Kalvträsk
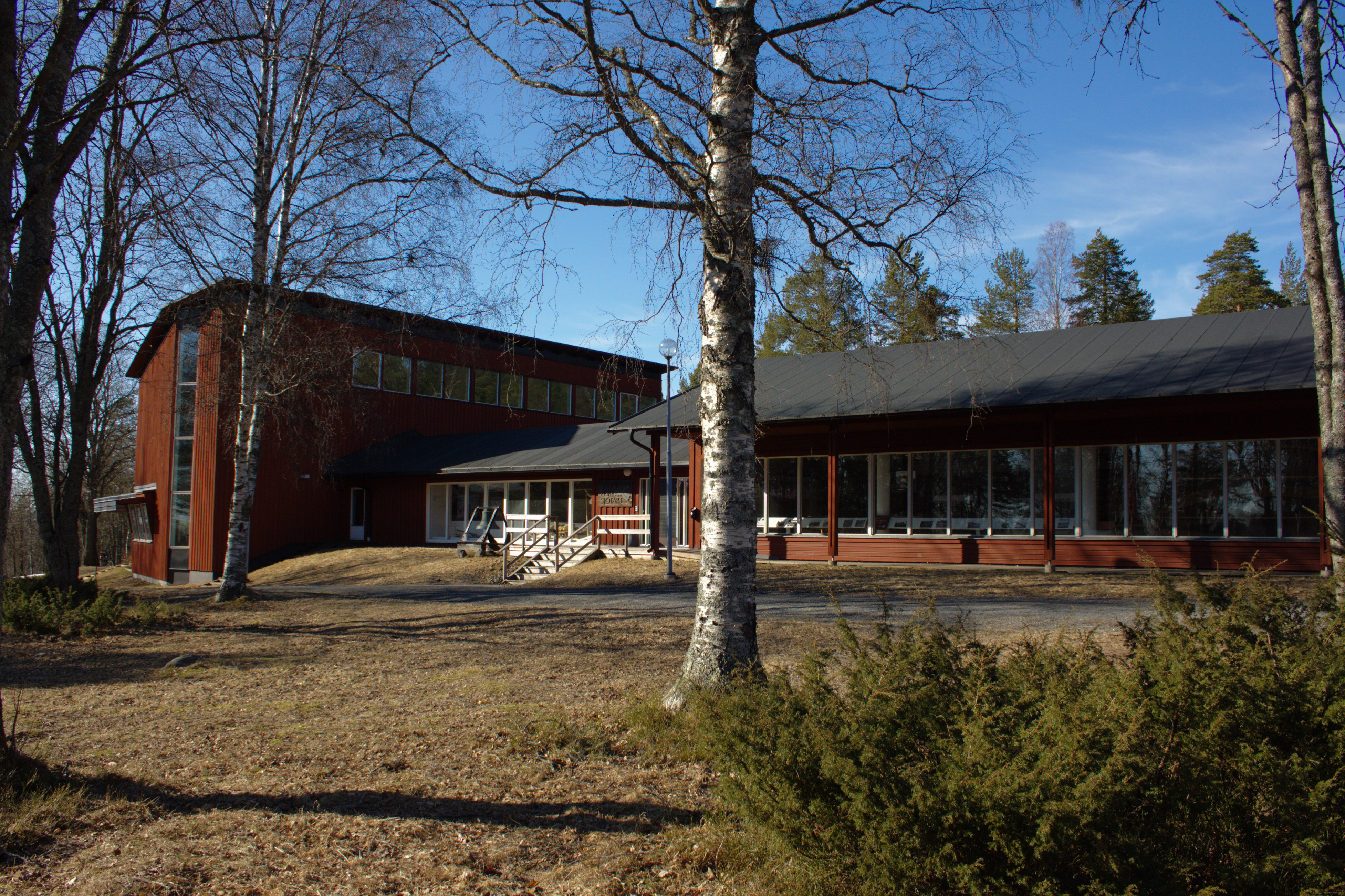
Pavilhão Egilhallen, dedicado à pesca e navegação
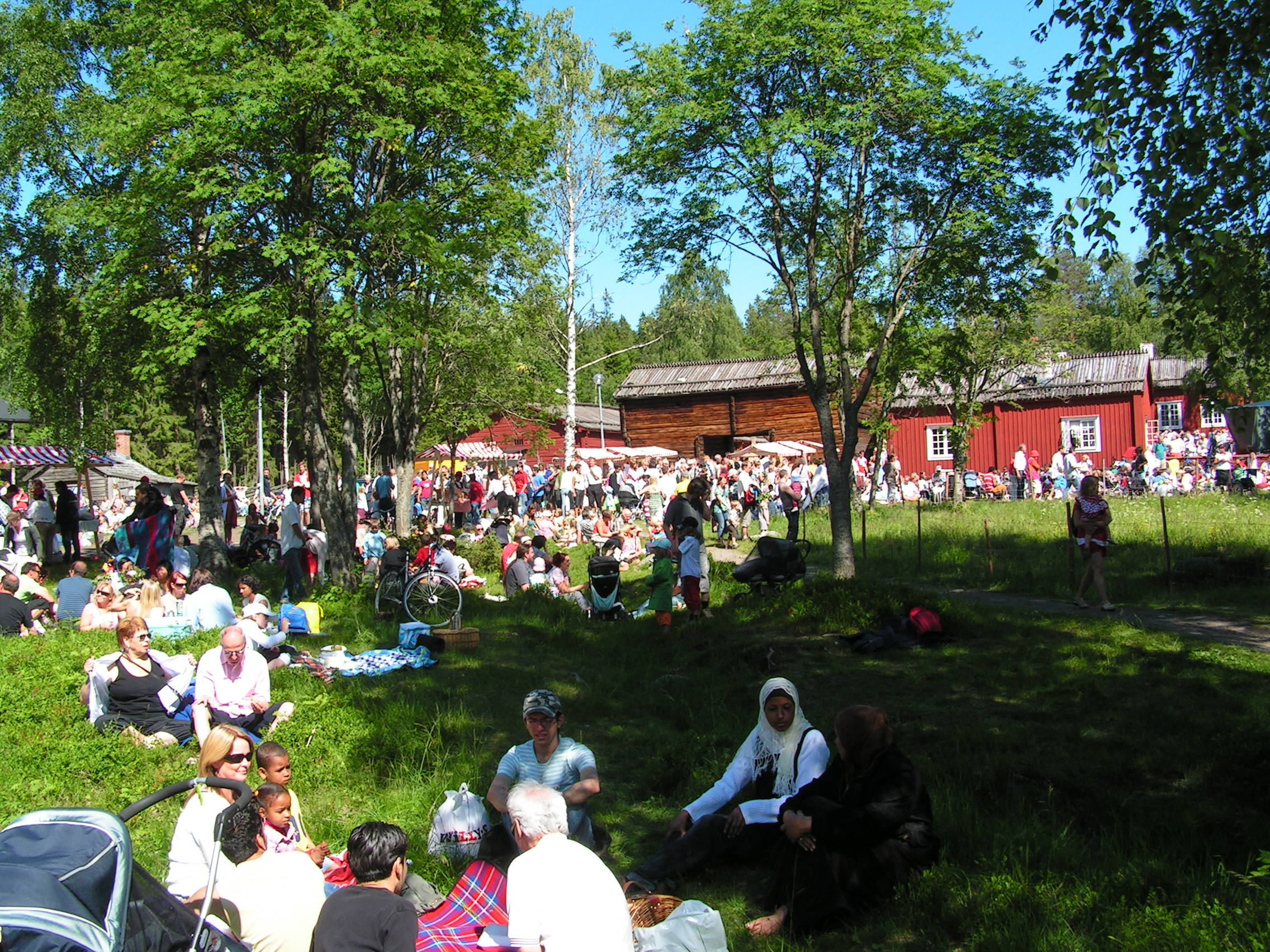
Festa do verão, celebrada na área ao ar livre
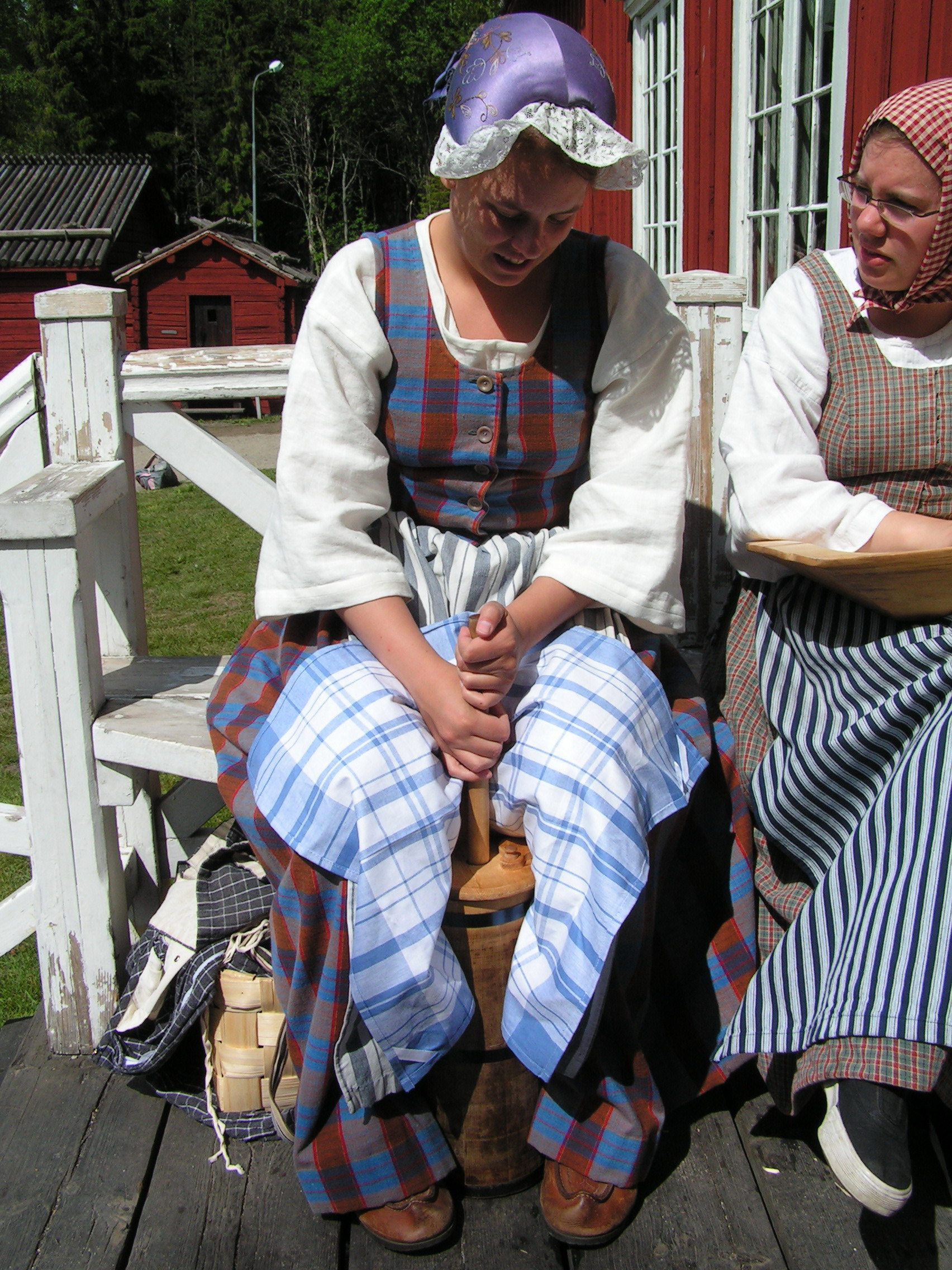
Fabrico tradicional da manteiga em Gammlia